# Juha Hirviniemi
Juha Hirviniemi (1959. június 22. –) finn nemzetközi labdarúgó-játékvezető.

## Pályafutása

### Nemzetközi játékvezetés
A Finn labdarúgó-szövetség Játékvezető Bizottsága (JB) terjesztette fel nemzetközi játékvezetőnek, a Nemzetközi Labdarúgó-szövetség (FIFA) 1994-től tartotta nyilván bírói keretében. Több nemzetek közötti válogatott és klubmérkőzést vezetett. A finn nemzetközi játékvezetők rangsorában, a világbajnokság-Európa-bajnokság sorrendjében többedmagával a 7. helyet foglalja el 3 találkozó szolgálatával. Az aktív nemzetközi játékvezetéstől 2001-ben búcsúzott.

#### Világbajnokság
A világbajnoki döntőhöz vezető úton Franciaországba a XVI., az 1998-as labdarúgó-világbajnokságra a FIFA JB bíróként alkalmazta.
| Időpont            | Helyszín                         | Mérkőzés típusa           | Mérkőzés              | Eredmény | Nézők száma |
| ------------------ | -------------------------------- | ------------------------- | --------------------- | -------- | ----------- |
| 1996. november 10. | Josy Barthel Stadion, Luxembourg | előselejtező (7. csoport) | Luxemburg–Oroszország | 0 : 4    | 5 660       |

#### Európa-bajnokság
Az európai-labdarúgó torna döntőjéhez vezető úton Angliába a X., az 1996-os labdarúgó-Európa-bajnokságra az UEFA JB játékvezetőként foglalkoztatta.

##### 1996-os labdarúgó-Európa-bajnokság
| Időpont     | Helyszín                     | Mérkőzés típusa           | Mérkőzés         | Eredmény | Nézők száma |
| ----------- | ---------------------------- | ------------------------- | ---------------- | -------- | ----------- |
| 1995-10-07. | Vasil Levski Stadion, Szófia | előselejtező (7. csoport) | Bulgária–Albánia | 3 : 0    | 35 000      |

##### 2000-es labdarúgó-Európa-bajnokság
| Időpont             | Helyszín                    | Mérkőzés típusa           | Mérkőzés                   | Eredmény | Nézők száma |
| ------------------- | --------------------------- | ------------------------- | -------------------------- | -------- | ----------- |
| 1998. szeptember 6. | Svangaskard Stadion, Toftir | előselejtező (7. csoport) | Feröer-szigetek–Csehország | 0 : 1    | 2 589       |